# Rue du Capitaine-Ferber
La rue du Capitaine-Ferber est une voie du 20e arrondissement de Paris, en France.

## Situation et accès
La rue du Capitaine-Ferber est une voie publique située dans le 20e arrondissement de Paris. Elle débute au 15, rue Belgrand et se termine au 59, boulevard Mortier.

## Origine du nom
Elle porte le nom du capitaine Ferdinand Ferber (1862-1909), officier aviateur, mort dans un accident d’aéroplane près de Boulogne-sur-Mer.

## Historique
Cette voie est un ancien sentier rural de l'ancienne commune de Charonne,  entre les rues de Pelleport et des Montibœufs, dénommé « ruelle Chanut » puis « rue des Bas » qui constituait une section du « chemin des œufs » puis de la « rue des Montibœufs ». Cette section a été rattachée à la voirie parisienne par le décret du 23 mai 1863 avant de prendre sa dénomination actuelle par un arrêté du 10 février 1915, approuvé par un décret du 30 mars 1915.
Elle a été prolongée entre la place Octave-Chanute et le boulevard Mortier par décrets du 13 juin 1913 et 16 juillet 1921.

## Bâtiments remarquables et lieux de mémoire
- No 16 : cinéma Ferber (Trianon-Gambetta), entre 1938 et 1966[1].